# Ardisia teysmanniana
Ardisia teysmanniana är en viveväxtart som beskrevs av Rudolph Herman Scheffer. Ardisia teysmanniana ingår i släktet Ardisia och familjen viveväxter. Inga underarter finns listade i Catalogue of Life.